# Doug Bandow

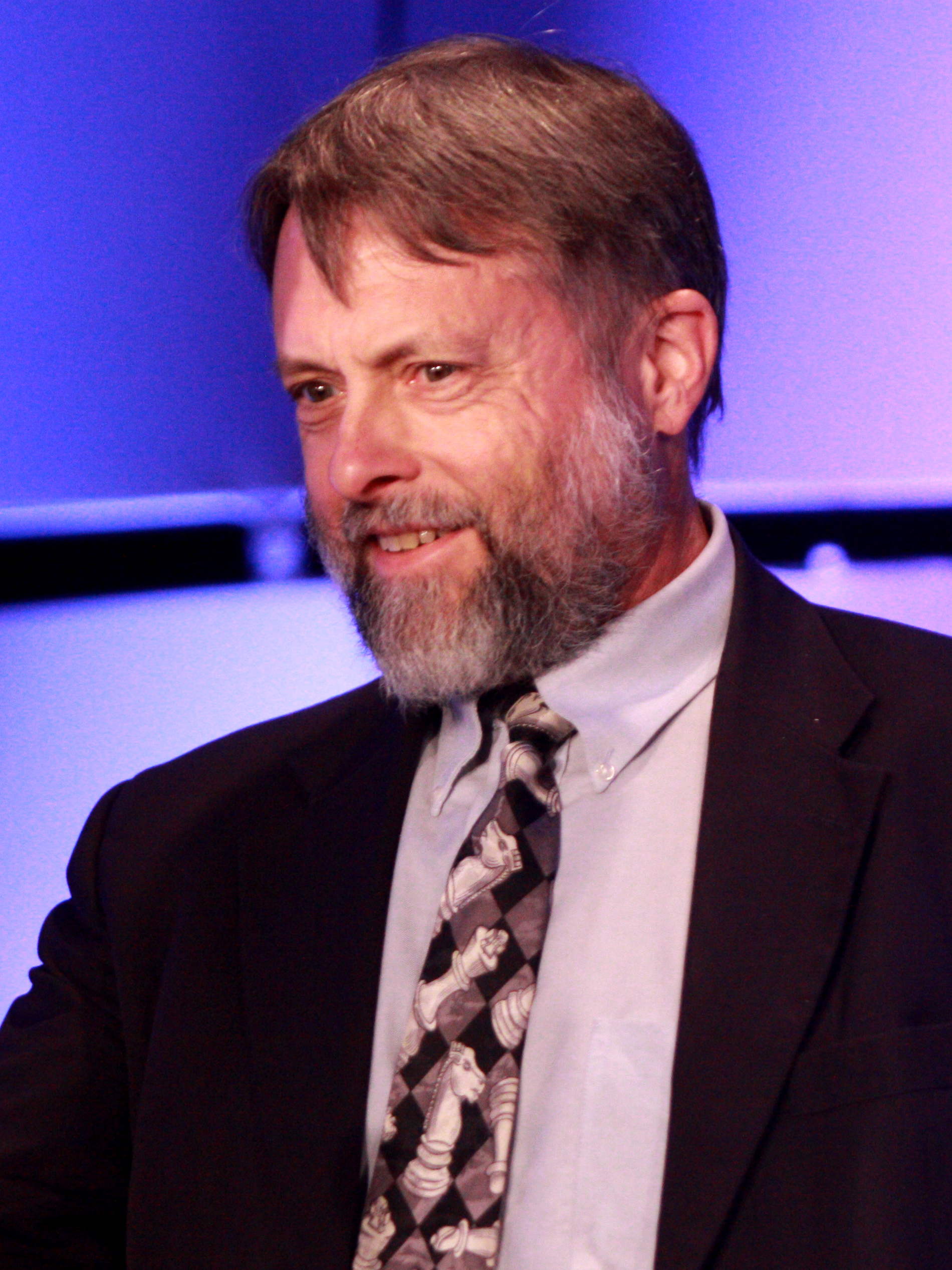
Doug Bandow 2013

Doug Bandow (* 1957) ist ein US-amerikanischer Autor und Politikberater. Er ist Senior Fellow der Denkfabrik Cato Institute.

## Werdegang, Publikationen
Bandow machte 1976 einen Bachelor-Abschluss in Wirtschaftswissenschaft an der Florida State University und 1979 das rechtswissenschaftliche Examen zum Juris Doctor an der Stanford University. Danach war er Redakteur des Inquiry Magazine und dann leitender Politikanalyst im Walkampf Ronald Reagans. Bevor er an Cato Institute kam, war er auch für die Heritage Foundation und das Competitive Enterprise Institute tätig. Er verfasste zahlreiche Artikel in Zeitschriften wie Foreign Policy, Time, Newsweek und Fortune sowie Zeitungen wie der New York Times, dem Wall Street Journal und der Washington Post. In seinen jüngeren Publikationen kritisierte Bandow das Engagement der USA im Russisch-Ukrainischen Krieg.

## Schriften (Auswahl)

### Monographien
- Tripwire. Korea and U.S. foreign policy in a changed world. Cato Institute, Washington, D.C. 1996, ISBN 1-882577-29-9.
- The politics of envy. Statism as theology. Transaction Publishers, New Brunswick 1994, ISBN 1-56000-171-2.
- The politics of plunder. Misgovernment in Washington. Transaction Publishers, New Brunswick 1990, ISBN 0-88738-309-2.
- Beyond good intentions. A biblical view of politics. Crossway Books, Westchester 1988, ISBN 0-89107-498-8.

### Herausgeberschaften
- Mit David L. Schindler: Wealth, poverty, and human destiny. ISI Books, Wilmington 2003, ISBN 1-882926-83-8.
- Mit Ian Vásquez: Perpetuating poverty. The World Bank, the IMF, and the developing world. Cato Institute, Washington, D.C. 1994, ISBN 1-882577-06-X.
- Mit Ted Galen Carpenter: The U.S.-South Korean alliance. Time for a change. Transaction Publishers, New Brunswick 1992, ISBN 1-56000-018-X.
- U.S. aid to the developing world. A free market agenda. Heritage Foundation, Washington, D.C. 1985, ISBN 0-89195-217-9.